# ابردرخشندگی
در فیزیک ابردرخشندگی یا ابرتابش (ابرتابشی) (انگلیسی: Superradiance) اثرات افزایش درخشندگی در چندین زمینه از جمله در زمینه‌های مکانیک کوانتومی، اخترفیزیک و نسبیت است.

## نورشناختی کوانتمی
به دلیل نیاز به یک اصطلاح بهتر، گازی که به دلیل انسجام به‌شدت تابش می‌کند، «ابر تابشی» نامیده می‌شود
— رابرت اچ. دیک، ۱۹۵۴.
در نورشناخت کوانتومی، ابرتابش پدیده‌ای است که زمانی که گروهی از گسیل‌کننده‌های N، مانند اتم‌های برانگیخته، با یک میدان نوری مشترک برهم کنش می‌کنند رخ می‌دهد. اگر طول موج نور بسیار بیشتر از جدایی گسیل‌کننده‌ها باشد، آنگاه گسیل‌کننده‌ها به‌صورت جمعی و منسجم با نور تعامل دارند. این باعث می‌شود که گروه نور را به‌عنوان یک پالس با شدت بالا (با نرخ متناسب با N2) ساطع کند. این نتیجهٔ شگفت‌انگیزی است که به‌شدت متفاوت از واپاشی نمایی مورد انتظار (با سرعتی متناسب با N) گروهی از اتم‌های مستقل است (به گسیل خودبه‌خودی مراجعه کنید).ابرتابش از آن زمان در طیف گسترده‌ای از سیستم‌های فیزیکی و شیمیایی، مانند آرایه‌های نقطه کوانتومی و انبوههٔ جی، نشان داده شده است. این اثر برای تولید «لیزر فوق تابشی» استفاده شده است.

## ابرتابش چرخشی
ابرتابش چرخشی با شتاب یا حرکت جسم مجاور (که انرژی و تکانه اثر را تأمین می‌کند) مرتبط است. همچنین گاهی به عنوان پیامد اختلاف میدان «مؤثر» در اطراف بدنه جسم توصیف می‌شود (مثلاً تأثیر نیروهای کشندی). این به جسمی با غلظت تکانه زاویه‌ای یا خطی اجازه می‌دهد تا به سمت یک حالت انرژی پایین‌تر حرکت کند، حتی زمانی که مکانیسم کلاسیک آشکاری برای این اتفاق وجود نداشته باشد. از این نظر، این اثر شباهت‌هایی با تونل‌زنی کوانتومی دارد (مثلاً تمایل امواج و ذرات برای «پیدا کردن راهی» برای بهره‌برداری از وجود پتانسیل انرژی، علی‌رغم عدم وجود مکانیسم کلاسیک آشکار برای وقوع این اتفاق).